# Astrenis densa
Astrenis densa är en stekelart som beskrevs av Chiu 1987. Astrenis densa ingår i släktet Astrenis och familjen brokparasitsteklar. Inga underarter finns listade.